# Petrocephalus balayi
Petrocephalus balayi är en fiskart som beskrevs av Sauvage, 1883. Petrocephalus balayi ingår i släktet Petrocephalus och familjen Mormyridae. IUCN kategoriserar arten globalt som livskraftig. Inga underarter finns listade i Catalogue of Life.